# Dasylophia thyatiroides
Dasylophia thyatiroides är en fjärilsart som beskrevs av Walker 1862. Dasylophia thyatiroides ingår i släktet Dasylophia och familjen tandspinnare. Inga underarter finns listade i Catalogue of Life.